# إدواردو اوفيرا
إدواردو اوفيرا (بالإنجليزية: Edward Ofere)‏ (28 مارس 1986 بإنوغو في نيجيريا - ) هو لاعب كرة قدم نيجيري في مركز الوسط. شارك مع منتخب نيجيريا لكرة القدم. أما مع النوادي، فقد لعب مع إينوغو رينجرز وبولو سبور ودندي يونايتد ونادي إنفرنيس ونادي سوغندال لكرة القدم ونادي ليتشي ونادي مالمو وفيستزيلند ‏ ونادي تريليبورج ‏.

## وصلات خارجية
- إدواردو اوفيرا على موقع اتحاد السويد (السويدية)
- إدواردو اوفيرا على موقع اتحاد تركيا (لاعب) (الإنجليزية)
- إدواردو اوفيرا على موقع قاعدة بيانات كرة القدم.إي يو (الإنجليزية)
- إدواردو اوفيرا على موقع Soccerbase.com (لاعب) (الإنجليزية)
- إدواردو اوفيرا على موقع Soccerway.com (الإنجليزية)
- إدواردو اوفيرا على موقع عالم كرة القدم.نت (الإنجليزية)